# Next Gen
Next Gen is een Amerikaans-Chinees-Canadese 3D-animatiefilm geproduceerd door Baozou Manhua, Alibaba Pictures en Tangent Animation. De film is geregisseerd door Kevin R. Adams en Joe Ksander en de stemacteurs zijn John Krasinski, Charlyne Yi, Jason Sudeikis, Michael Peña, David Cross en Constance Wu. De film is op 7 september 2018 uitgebracht op Netflix.

## Verhaal
Mai is een eenzaam meisje dat een supergeheim laboratorium ontdekt.  Ze brengt er een robot tot leven en sluit er vriendschap mee.  Daardoor beleeft ze een groot avontuur.  Ze strijden samen tegen pestkoppen, slechte robots en een sluwe gek.

## Stemverdeling
- Charlyne Yi – Mai
- John Krasinski – 7723
- Jason Sudeikis – Justin Pin
- Michael Peña – Momo
- David Cross – Dr. Tanner Rice / Q-Bots
- Constance Wu – Molly
- Anna Akana – Ani
- Kitana Turnbull – RJ
- Jet Jurgensmeyer – Junior
- Issac Ryan Brown – Ric
- Betsy Sodaro – Door